# Elsa Leo-Rhynie
Elsa Ann Leo-Rhynie (de soltera Fairweather) es una académica, administradora universitaria y profesora emérita de la Universidad de las Indias Occidentales (UIO).  

## Biografía
Leo-Rhynie nació en el Hospital Victoria Jubilee en Kingston (Jamaica). Creció en Saint Andrew y asistió a la escuela secundaria para niñas St Andrew. Completó su educación universitaria en la Universidad de las Indias Occidentales (UIO) y se graduó con un B.Sc. en botánica y zoología. Más tarde completó un diploma de posgrado en educación y un doctorado en psicología educativa de la misma institución. Hasta 1977, trabajó como profesora de ciencias en la escuela secundaria, pasando períodos en la Escuela de Haverstock (en Inglaterra) y Meadowbrook High School (en Jamaica).

## Carrera
En 1977, se convirtió en profesora de psicología educativa en la Escuela de Educación de la UIO. En 1987, fue nombrada directora ejecutiva del Instituto de Gestión y Producción. Se convirtió en la coordinadora regional del Centro de Estudios de Género y Desarrollo en 1992, y en ese cargo fue coautora del informe de Jamaica a la Cuarta Conferencia Mundial sobre la Mujer en 1995. Fue nombrada subdirectora del campus de Mona en 1996 y directora en 2006, siendo la primera mujer en ocupar ambos puestos. Se convirtió en vicerrectora y presidenta de estudios de pregrado en 2002 y se retiró en 2007 como profesora emérita.

## Honores
Leo-Rhynie fue nombrada Comandante de la Orden de Distinción en 2000 y admitida en la Orden de Jamaica en 2015. En 2013, la UIO nombró una nueva residencia en su honor, Elsa Leo-Rhynie Hall. En julio de 2017, recibió la Medalla del Canciller de la UWI, la primera mujer en recibir el honor y solo la sexta en general.